# Capricieux (1753)
Le Capricieux était un vaisseau à 2 ponts portant 64 canons, construit par  François-Guillaume Clairain des Lauriers à Rochefort en 1752, et lancé en 1753. Il fut mis en chantier pendant la vague de construction qui sépare la fin de guerre de Succession d'Autriche (1748) du début de la guerre de Sept Ans (1755). Il fut détruit en 1758 au siège de Louisbourg.

## Caractéristiques principales
Le Capricieux était un bâtiment moyennement artillé mis sur cale selon les normes définies dans les années 1730-1740 par les constructeurs français pour obtenir un bon rapport coût/manœuvrabilité/armement afin de pouvoir tenir tête à la marine anglaise qui disposait de beaucoup plus de navires. Il faisait partie de la catégorie des vaisseaux dite de « 64 canons » dont le premier exemplaire fut lancé en 1735 et qui sera suivi par plusieurs dizaines d’autres jusqu’à la fin des années 1770, époque où ils seront définitivement surclassés par les « 74 canons. »
Sa coque était en chêne, son gréement en pin, ses voiles et cordages en chanvre. Il était moins puissant que les vaisseaux de 74 canons car outre qu'il emportait moins d'artillerie, celle-ci était aussi pour partie de plus faible calibre, soit :
- vingt-six canons de 24 livres sur sa première batterie percée à treize sabords,
- vingt-huit canons de 12 sur sa deuxième batterie percée à quatorze,
- dix canons de 6 sur ses gaillards[3],[1].

Cette artillerie correspondait à l’armement habituel des 64 canons. Lorsqu'elle tirait, elle pouvait délivrer une bordée pesant 540 livres (soit à peu près 265 kg) et le double si le vaisseau faisait feu simultanément sur les deux bords. Chaque canon disposait en réserve d’à peu près 50 à 60 boulets, sans compter les boulets ramés et les grappes de mitraille.
Pour nourrir les centaines d’hommes qui composait son équipage, c’était aussi un gros transporteur qui devait avoir pour deux à trois mois d'autonomie en eau douce et cinq à six mois pour la nourriture. C'est ainsi qu'il embarquait des dizaines de tonnes d’eau, de vin, d’huile, de vinaigre, de farine, de biscuit, de fromage, de viande et de poisson salé, de fruits et de légumes secs, de condiments, de fromage, et même du bétail sur pied destiné à être abattu au fur et à mesure de la campagne.

## La perte du vaisseau pendant la guerre de Sept Ans

Le siège de Louisbourg en 1758, qui causa la perte du Capricieux.

Alors que la guerre entre la France et l’Angleterre avait débuté en 1755, le Capricieux n’est signalé sur aucune escadre en 1755 - 1756. En 1757, il stationnait avec un autre vaisseau dans la rade de l’île d'Aix lors de l’attaque anglaise contre Rochefort. Pour échapper à la capture, il se réfugia dans la Charente pour gagner Rochefort.
En 1758, il mena sa première mission. La situation dans l’Atlantique devenant de plus en plus difficile pour la flotte française, il reçut la mission de se rendre à Louisbourg pour participer à la défense de ce port essentiel à la sécurité du Canada français. Sous les ordres du chevalier de Tourville, il fut armé en flûte pour embarquer des renforts et prit la mer dans la division de Beaussier de l’Isle (cinq vaisseaux, une frégate). La mission, qui débuta dans les premiers mois de l'année, se passa sans encombre et arriva à Louisbourg à une date indéterminée.
C’est alors que se présenta le 2 juin devant Louisbourg une puissante flotte anglaise de vingt ou vingt-deux vaisseaux et dix-huit frégates. Elle escortait plus de cent navires de transport qui débarquèrent 12 000 hommes de troupe chargés d'attaquer la place. Ne pouvant raisonnablement pas affronter l'escadre adverse, le Capricieux fut contraint, avec les autres navires, de se réfugier dans le port. Le siège se resserrant de plus en plus, les bâtiments finirent par se retrouver à portée de tir de l’artillerie anglaise basée tout autour de la place.
Le 21 juillet, une bombe tomba sur l’un des cinq navires de la division, le Célèbre, et le mit en feu. Une explosion s'ensuivit. Les quelques hommes à bord ne pouvant pas le sauver (le plus gros des équipages était à terre pour participer à la défense de la ville), il partit à la dérive. Le vent souffla les flammes dans les voiles de l'Entreprenant, et du Capricieux. Le soir arriva et les trois navires étaient en feu. Voyant les scènes, les Britanniques tirèrent sur les trois bâtiments pour empêcher que le feu ne soit éteint. L'incendie illumina la ville, les tranchées, le port, et les collines environnantes. Au matin de 22 juillet, les trois vaisseaux n'étaient plus que des épaves échouées dans le barachois (lagune). Le Capricieux est l'un des trente-sept vaisseaux perdus par la France pendant la guerre de Sept Ans.